# Сиделевка (Черниговская область)
Сиделевка (укр. Сиделівка) — село в Репкинском районе Черниговской области Украины. Население 63 человека. Занимает площадь 0,46 км².
Код КОАТУУ: 7424486408. Почтовый индекс: 15013. Телефонный код: +380 4641.

## Власть
Орган местного самоуправления — Новоярыловичский сельский совет. Почтовый адрес: 15013, Черниговская обл., Репкинский р-н, с. Новые Ярыловичи, ул. 30-летия Победы, 40. Тел.: +380 (4641) 4-64-90; факс: 46-4-90.